# Jesus Christus, unser Heiland, der den Tod überwand

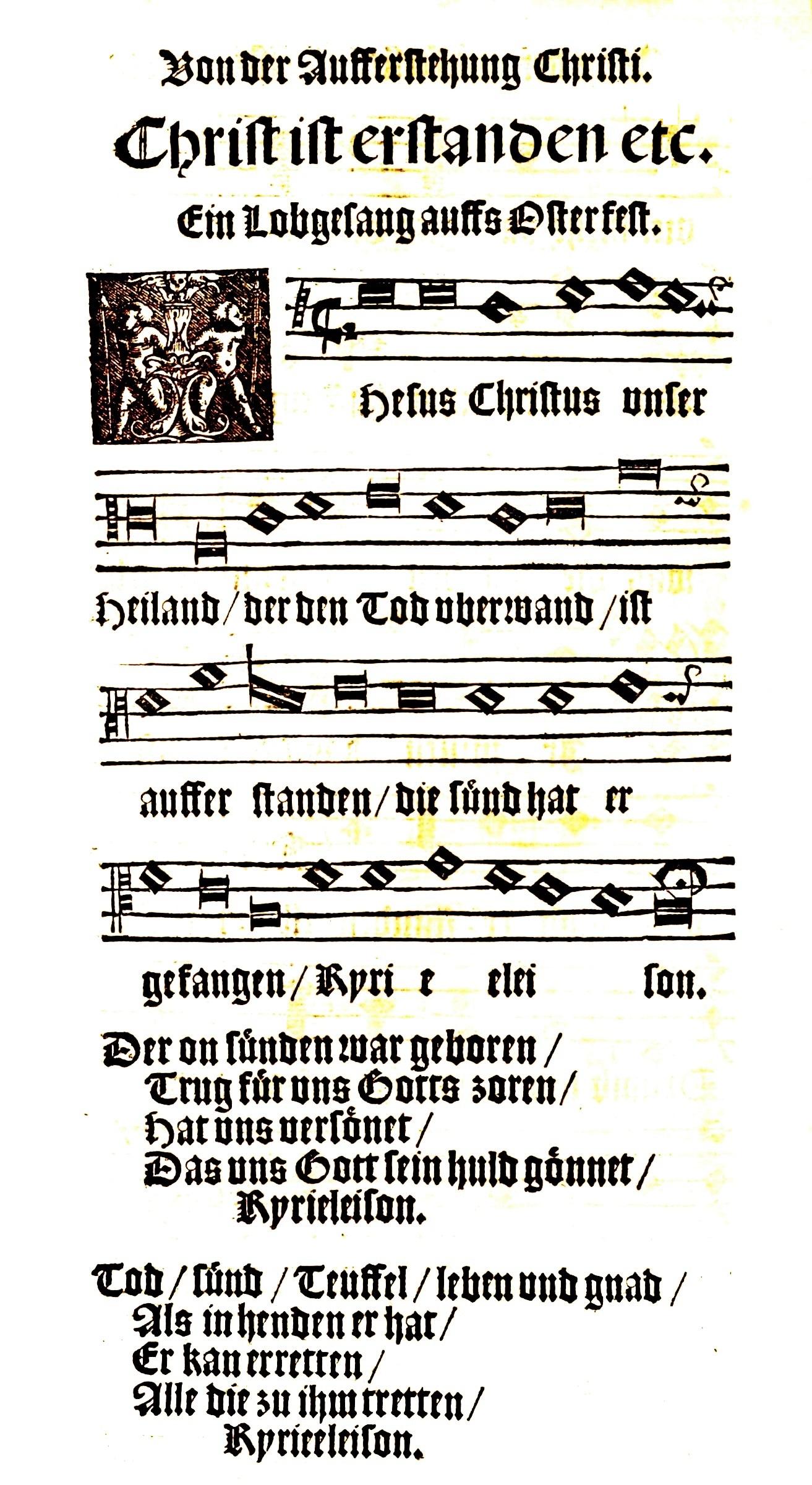
Jesus Christus, unser Heiland in Spangenbergs Kirchengesängen (Magdeburg 1545)

Jesus Christus, unser Heiland, der den Tod überwand ist ein lutherisches Kirchenlied zum Osterfest. Den Text schrieb Martin Luther 1524. Auch die Melodie, die ab 1529 in den Gesangbüchern erscheint, wird ihm zugeschrieben. Das Lied ist im Evangelischen Gesangbuch unter Nr. 102 und im Evangelisch-Lutherischen Kirchengesangbuch² der SELK unter Nr. 438 enthalten.

## Entstehung
Während Luther bei seinem großen Osterlied Christ lag in Todesbanden inhaltlich und musikalisch auf ältere Vorlagen zurückgriff, sind für Jesus Christus, unser Heiland keine direkten Vorbilder nachweisbar. Allerdings knüpft der regelmäßige Strophenschluss Kyrie eleison an die mittelalterlichen deutschen Leisen an. Der Reformator hatte zum Jahreswechsel 1523/24 in einem Brief an den Sächsischen Fürstenhof erklärt, „deutsche Psalmen für das Volk zu schaffen“ zu wollen, damit „das Volk möglichst einfache und gebräuchliche, freilich reine und passende Worte singen“ könne, in denen „der Sinne durchsichtig sein und (die) den Palmen so weit wie möglich nahekommen“ sollen.

## Form und Inhalt
Das Lied verkündet die Osterbotschaft von der Auferstehung Jesu Christi und der Überwindung von Sünde und Tod durch seine Stellvertretung in äußerster Konzentration. Die drei vierzeiligen Strophen sind in einem anspruchslosen, unregelmäßigen Versmaß gehalten, das sich vollständig der kerygmatischen Absicht unterordnet. In allen Strophen trägt die nur fünfsilbige dritte Zeile, die mit dem Spitzenton der Melodie beginnt, die Kernaussage: „ist auferstanden – hat uns versöhnet – er kann erretten“.

## Heute gebräuchlicher Text
Jesus Christus, unser Heiland,

der den Tod überwand,

ist auferstanden,

die Sünd hat er gefangen.

Kyrie eleison.

Der ohn Sünden war geboren,

trug für uns Gottes Zorn,

hat uns versöhnet,

dass Gott uns sein Huld gönnet.

Kyrie eleison.

Tod, Sünd, Leben und auch Gnad,

alls in Händen er hat;

er kann erretten

alle, die zu ihm treten.

Kyrie eleison.

## Melodie
Die 1524 im Erfurter Enchiridion dem Lied zugeordnete Singweise wurde ab 1529 durch die bis heute gesungene syllabische Melodie ersetzt. Ihr rufartiger Duktus unterstreicht wirkungsvoll den deklamatorischen Charakter des Textes.
Johann Sebastian Bach bearbeitete das Lied für sein Orgelbüchlein (BWV 626). Die darin verwendete barockisierte Melodieversion legte Friedrich Gottlieb Klopstock 1758 seiner Kontrafaktur Überwunden hat der Herr den Tod zu Grunde, außerdem dem thematisch verwandten Lied Auferstehn, ja auferstehn wirst du.

## Übersetzungen
In das Dänische übersetzt als „Jesus Christ vor frelsermand…“ zuerst im dänischen Gesangbuch Rostock 1529 und dann im dänischen Gesangbuch von Ludwig Dietz, Salmebog 1536, Nr. 54 und als liturgisches Lied zur Messe Nr. 21; übernommen in das Gesangbuch von Hans Tausen, En Ny Psalmebog, 1553. In neueren dänischen Kirchengesangbüchern nicht mehr enthalten.